# Luke Fattorusso
Luke Fattorusso (* in Huntington, Long Island, New York) ist ein US-amerikanischer Schauspieler.

## Leben
Fattorusso wurde auf Long Island im Suffolk County geboren. Er wuchs mit insgesamt vier Brüdern als Drittältester in Nappanee im US-Bundesstaat Indiana auf. Er und seine Brüder erhielten bis zur High School Hausunterricht. Nach der High School besuchte er die Ball State University, die er mit dem Bachelor of Arts im Fach Schauspiel verließ.
2010 spielte er in zwei Kurzfilmen mit. Ein Jahr später folgte eine Rolle in drei Episoden der Fernsehserie Rejected. Im selben Jahr war er in einer Nebenrolle in dem Spielfilm Revisited zu sehen. In den folgenden Jahren konnte er weitere Besetzungen in Kurz- und Spielfilmen vorweisen. 2020 wurde mit Fattorusso eine der Hauptrollen im Film Battle Star Wars – Die Sternenkrieger besetzt.
Gemeinsam mit seinen Brüdern betreibt er seit 2013 den YouTube-Kanal Fatty Bros.

## Filmografie
- 2010: A Stranger in the Dark (Kurzfilm)
- 2010: Black Cherry (Kurzfilm)
- 2011: Rejected (Fernsehserie, 3 Episoden)
- 2011: Revisited
- 2011: Life of Brad (Kurzfilm)
- 2015: The Port of San Pedro (Fernsehserie)
- 2015: Sex Sent Me to the ER (Fernsehserie, Episode 3x01)
- 2016: Break-Up Nightmare
- 2016: Just the Two of Us (Kurzfilm)
- 2016–2017: My Crazy Ex (Fernsehserie, 2 Episoden, verschiedene Rollen)
- 2017: Sweet Nothings (Fernsehserie, Episode 1x03)
- 2017: Sinister Minister (Fernsehfilm)
- 2017: Get Big
- 2018: Megalodon – Die Bestie aus der Tiefe (Megalodon, Fernsehfilm)
- 2019: Jacked: Chapter 1: No More Tomorrows (Kurzfilm)
- 2019: Shifter (Fernsehserie, Episode 1x03)
- 2020: Battle Star Wars – Die Sternenkrieger (Battle Star Wars)